# ダコタ荒原
『ダコタ荒原』（Dakota）は1945年のアメリカ合衆国の映画。主演はジョン・ウェイン。
『ダコタ高原』という題が使われることもある。

## キャスト
※括弧内は日本語吹替（放送日1969年3月3日『サントリー名画劇場』）
- ジョン・デブリン：ジョン・ウェイン（羽佐間道夫）
- サンディー・ポリ：ヴェラ・ラルストン（佐山智子）
- バウンス大尉：ウォルター・ブレナン（永井一郎）
- ジム・ベンダー：ワード・ボンド
- ビグトリー・コリンズ：マイク・マザーキ（村瀬正彦）
- ジャージー・トーマス：オナ・マンソン

## スタッフ
- 監督・製作：ジョセフ・ケイン
- 原作：カール・フォアマン、ハワード・エスタブルック
- 脚本：ローレンス・ハザード
- 撮影：ジャック・マータ
- 音楽：ウォルター・シャーフ